# Істпойнт (Флорида)
Істпойнт (англ. Eastpoint) — переписна місцевість (CDP) в США, в окрузі Франклін штату Флорида. Населення — 2614 особи (2020).

## Географія
Істпойнт розташований за координатами 29°45′17″ пн. ш. 84°52′10″ зх. д. / 29.75472° пн. ш. 84.86944° зх. д. (29.754731, -84.869420).  За даними Бюро перепису населення США в 2010 році переписна місцевість мала площу 18,77 км², уся площа — суходіл.

## Демографія
Згідно з переписом 2010 року, у переписній місцевості мешкало 2337 осіб у 896 домогосподарствах у складі 667 родин. Густота населення становила 125 осіб/км².  Було 1166 помешкань (62/км²).
Расовий склад населення:
| - 96,9 % — білих - 0,7 % — корінних американців - 0,1 % — чорних або афроамериканців |

До двох чи більше рас належало 1,7 %. Частка іспаномовних становила 1,7 % від усіх жителів.
За віковим діапазоном населення розподілялося таким чином: 24,7 % — особи молодші 18 років, 59,7 % — особи у віці 18—64 років, 15,6 % — особи у віці 65 років та старші. Медіана віку мешканця становила 38,9 року. На 100 осіб жіночої статі у переписній місцевості припадало 106,8 чоловіків;  на 100 жінок у віці від 18 років та старших — 104,8 чоловіків також старших 18 років.
Середній дохід на одне домашнє господарство  становив 43 298 доларів США (медіана — 38 537), а середній дохід на одну сім'ю — 44 464 долари (медіана — 39 146). Медіана доходів становила 32 083 долари для чоловіків та 30 095 доларів для жінок. За межею бідності перебувало 25,7 % осіб, у тому числі 38,9 % дітей у віці до 18 років та 14,4 % осіб у віці 65 років та старших.
Цивільне працевлаштоване населення становило 1033 особи. Основні галузі зайнятості: сільське господарство, лісництво, риболовля — 19,7 %, освіта, охорона здоров'я та соціальна допомога — 18,3 %, публічна адміністрація — 16,4 %.